# Francisco José Cardoso Júnior
Francisco José Cardoso Júnior (Itaguaí, 15 de janeiro de 1826 — Rio de Janeiro, 21 de setembro de 1917) foi um militar e político brasileiro e o primeiro presidente do Paraná em período republicano. Seu pai foi o Comendador Francisco José Cardoso e sua mãe Propícia Francisca Carneiro da Fontoura Barreto. Seu avô era o Brigadeiro Manoel José Cardoso. Seu bisavô foi o Coronel Manoel Cardoso. Este era senhor do morgado da Vacaria em Portugal. A morada de Manoel Cardoso ficava num solar na quinta dos Cardosos em Lamego.
Seu avô foi Cristóvão de Portugal e Castro. Cristóvão que era fidalgo cavaleiro pertencente à Casa Real Portuguesa. Foi assentado por ele praça em 1842. Estudou na antiga Academia Militar. Atingiu o bacharelato em ciências matemáticas e civis administrativas em várias Províncias.
Em 1852 foi eleito deputado provincial em Minas Gerais. Na província foram inspecionadas pelo deputado provincial as coletorias e a Estrada de Ferro do Rio Preto. Em 1859, na Província do Rio de Janeiro, foi nomeado engenheiro ajudante do diretor de Obras Públicas. Aí foram prestados pelo engenheiro os serviços agradecidos pela câmara da vila de São Francisco Xavier de Itaguaí (atual Câmara Municipal de Itaguaí) em 1862.
Quando lutou na época da Guerra do Paraguai foram dedicados pelo militar poucos anos de serviço. Em 1868 foi secretário do Marechal Marquês de Caxias e comandante do Exército Brasileiro em 1868, de acordo com documentação histórica presente no Museu Imperial de Petrópolis.
Entre 2 de dezembro de 1869 e 11 de maio de 1871 foi presidente da Província de Sergipe. Um relatório perfeito foi deixado por ele durante a abertura de uma legislatura na Assembleia Legislativa. Sua oportunidade foi a criação do Ateneu Sergipense. O imperador Pedro II do Brasil nomeou Francisco José Cardoso Júnior como presidente da Província de Mato Grosso. A Província do Mato Grosso precisava ser reconstruída após ter sido assolada pela Guerra do Paraguai. Essa tarefa exigia pessoas boas e fortes. Então, o imperador enviou o político militar para aquela região. Governou a província mato-grossense entre 29 de julho de 1871 e 25 de dezembro de 1872. Tem sido ao mesmo tempo comandante das armas da Província (cargo correspondente ao atual comandante-em-chefe das polícias militar e civil). Além disso, foi responsável pela reforma da educação pública.
Foi Deputado geral pela província fluminense pelo Partido Conservador. Fez parte de diversas comissões na Câmara, entre 1872 e 1875. Foi por sua ação parlamentar agradecido e elogiado. Os agradecimentos e os elogios dados pelo povo ao deputado geral foram arquivados.
No Ministério da Guerra, fazia parte da Repartição do Ajudante General e do Conselho Naval da Marinha.
Foi o primeiro Vice-presidente da Província do Pará (também como tenente-coronel). Ocupou a presidência da província paraense entre 17 de março de 1887 e 6 de maio de 1888.
Em 1887, para comemorar a aprovação da Lei do Ventre Livre, foi promovido pelo então presidente da província do Pará a libertação de 109 escravos. Francisco José Cardoso Júnior agradeceu à Princesa Isabel do Brasil.
Durante a Proclamação da República no Brasil em 15 de novembro de 1889 foi comandante do 5º distrito militar de Curitiba. Em 17 de novembro de 1889, Cardoso Junior deixou a brigada militar para tomar posse do governo do Paraná. Foi o primeiro presidente nomeado pelo líder do movimento republicano, elevando a província à categoria de estado.
O desejo do Marechal Deodoro da Fonseca era a continuação de que Cardoso Júnior exercesse o cargo de governador eleito. Mas não houve a candidatura de Cardoso Junior. Porém, o sentimento das pressões que tivessem como objetivo o impedimento da abertura de lutas entre partidos no território estadual. Mas devido a essa sua atitude, o Presidente do Brasil Marechal Floriano Peixoto agradeceu Cardoso Júnior num telegrama datado de 2 de setembro de 1890:
| “ | Contava patriotismo velho camarada. Obrigado. | ” |
|   | — Marechal Floriano Peixoto.                  |   |

Em 1890, recebendo a aposentadoria definitiva na hierarquia militar de brigadeiro, recebeu a graduação de Marechal de Campo em 1892 por ato feito pelo Vice-presidente do Brasil, Marechal Floriano Peixoto.
Na Revolução Federalista de 1893-1894, mais precisamente em 1894, que é de grande interesse ao Paraná, Cardoso Júnior começou uma situação negativa. Talvez tivesse simpatia com o governo legalista de Floriano Peixoto. Mas, mesmo assim acabou se envolvendo na conspiração dos partidários do Partido Federalista do Rio Grande do Sul. Em 1894, os federalistas nomearam Cardoso Júnior como governador revolucionário, quando o Estado já tinha caído nas mãos de Gumercindo, ou seja, entre o governo de Meneses Dória e o de Tertuliano Teixeira de Freitas.
Na verdade, porém, nem ele assumiu o poder, nem queria o governo. O governo ficou, por um tempo, sem alguém que o chefiasse. O Presidente Prudente José de Morais nomeou Cardoso Júnior como comandante superior da Guarda Nacional do Paraná. A finalidade da Guarda Nacional do Paraná era a reorganização em novos moldes da Milícia que saiu vitoriosa na Guerra do Paraguai e a Revolução Federalista. Cardoso Junior, que já havia recebido a aposentadoria definitiva de marechal, se mudou para o Paraná. No Paraná uma vida política profícua como deputado estadual entre 1897 e 1901.
Dirigiu a Biblioteca do Exército por vários anos até a sua morte em 21 de setembro de 1917, na cidade do Rio de Janeiro, aos 91 anos.

Na cultura e sociedade atual
Ruas levam seu nome nos municípios do Rio de Janeiro, Curitiba e Rolândia.

Em Curitiba há a Loja Maçônica Cardoso Júnior nº 661 do Grande Oriente do Brasil (Obediência maçônica da qual foi o 10º Grão Mestre entre 1880 e 1885). A Loja, ainda em funcionamento nos dias atuais, foi fundada em sua homenagem em 01/12/1898 ao final do seu mandato como Presidente do estado do Paraná e possui exposto no seu acervo paramentos maçônicos pessoais (vestes) do então Marechal.